# Oceanbird
Oceanbird est un concept de cargos à propulsion éolienne en cours de développement par Wallenius Marine. Le concept vise à réduire les émissions jusqu'à 90 pour cent, et la conception a été développée en collaboration avec l'Institut royal polytechnique de Suède et la société suédoise de technologie maritime SSPA. Le soutien financier au développement a été fourni par l'Agence suédoise des transports. En 2021, Wallenius a annoncé un partenariat avec la société suédoise d'industrie lourde Alfa Laval pour développer davantage la conception de la voile du bateau.
Le concept comprend des ailes extensibles qui peuvent pivoter à 360 degrés et s'incliner vers le bas si nécessaire. Les mâts mesureront 40 mètres pour une hauteur totale au-dessus de la ligne de flottaison de 65 mètres. Le gréement sera fabriqué en acier et en matériaux composites et ressemblera à des ailes d'avion. Un moteur auxiliaire sera utilisé pour naviguer dans les ports et fournir une propulsion de secours. 
Bien que le design soit censé être utilisable pour différents types de navires et même adapté aux navires existants, le premier navire issu du concept Oceanbird devrait être un navire roulier de 200 mètres de long, d'une capacité allant jusqu'à 7 000 voitures. Ces navires sont optimisés pour les routes transatlantiques. Le premier navire basé sur ce concept devrait prendre la mer en 2026.
En février 2021, la compagnie maritime Wallenius Wilhelmsen a annoncé son intention de commander un navire du concept Oceanbird, provisoirement nommé Orcelle Wind.

## Partenariat avec ABBA Voyage
En mai 2022, Wallenius a été confirmé comme partenaire officiel des spectacles en résidence de ABBA Voyage à Londres. Dans le cadre de ce partenariat, Wallenius agira en tant que fournisseur logistique exclusif d'ABBA Voyage, en plus de fournir un soutien et des conseils en matière de durabilité. Ce partenariat permet également aux futurs navires Oceanbird de porter le nom de chansons d'ABBA. À l'intérieur de l'ABBA Arena de Londres, la section du salon VIP est nommée The Oceanbird Departure Lounge, en hommage au concept éolien du même nom.